# Храм Гадхимаи
Индуистский храм Гадхимай Деви, аспекта Кали, индуистской богини силы.
Храм расположен в муниципалитете Махагадхимай в округе Бара на юге центрального Непала, хотя этот термин обычно относится к фестивалю Гадхимай, проводимому в районе храма Гадхимай в центральном Терае Непала.